# قارچ چمنزار
قارچ چمنزار (نام علمی: Agaricus campestris) نام یک گونه از تیره غاریقونیان است.